# お前のご奉仕はその程度か?
『お前のご奉仕はその程度か？』（おまえのごほうしはそのていどか）は著者・森田季節のイラスト・尾崎弘宜による日本のライトノベル。単行本はソフトバンククリエイティブ（GA文庫）より発売されている。

## あらすじ
高校生・朝霧良太は、吸血鬼たちの帝国に来てしまい、吸血鬼・冬倉詩憐に噛まれてしまい彼女のミニオン（英語: minion, しもべ）候補になった。
その結果、帝国でただ一人の日本人である彼を狙って多くの吸血鬼たちが彼の周りに群がるようになった。

## 登場人物
声はドラマCD版の声優。
朝霧 良太（あさぎり りょうた）
声 - 髙橋孝治
主人公である高校生。
冬倉 詩憐（ふゆくら しれん）
声 - 長谷川明子
血族の少女で、良太の主。
沙羅野 王花（さらの おうか）
声 - 堀江由衣
良太の幼馴染にして初恋の相手。
浄流寺 清水（じょうりゅうじ きよみず）
声 - 阿澄佳奈
四条 環（しじょう たまき）
声 - 松来未祐
龍波 ササラ（たつなみ ササラ）
声 - 井口裕香
アルフォンシーナ十三世
声 - 生天目仁美
血族たちの聖教の大司教。

## 既刊一覧
- 森田季節（著）・（イラスト）『お前のご奉仕はその程度か？』ソフトバンククリエイティブ〈GA文庫〉、全7巻
  1. 2011年7月15日発売、ISBN 978-4-7973-6562-7
  2. 2011年10月15日発売、ISBN 978-4-7973-6734-8
  3. 2012年2月15日発売、ISBN 978-4-7973-6894-9
  4. 2012年6月15日発売、ISBN 978-4-7973-6924-3
  5. 2012年10月15日発売、ISBN 978-4-7973-7200-7
  6. 2013年3月15日発売、ISBN 978-4-7973-7289-2
  7. 2013年10月15日発売、ISBN 978-4-7973-7345-5

## 漫画
お前のご奉仕はその程度か?
作画はurute。2012年4月からエイジプレミアム（富士見書房）で連載された。バックナンバーから閲覧出来る。
お前のご奉仕はその程度か?ニコぷらす
作画は町田とし子。2012年4月からニコニコ漫画（ドワンゴ）で連載された。ドラゴンコミックスエイジから単行本になっている。
- 2013年2月7日発売、ISBN 978-4-0471-2858-3